# Villas del Valle
Villas del Valle är en ort i Mexiko.   Den ligger i kommunen Zapopan och delstaten Jalisco, i den centrala delen av landet, 500 km väster om huvudstaden Mexico City. Villas del Valle ligger 1 602 meter över havet och antalet invånare är 480.
Terrängen runt Villas del Valle är platt åt sydost, men åt nordväst är den kuperad. Terrängen runt Villas del Valle sluttar österut. Runt Villas del Valle är det mycket tätbefolkat, med 1 177 invånare per kvadratkilometer. Närmaste större samhälle är Guadalajara, 14,2 km söder om Villas del Valle. I omgivningarna runt Villas del Valle växer huvudsakligen savannskog.